# Портатив (музыкальный инструмент)

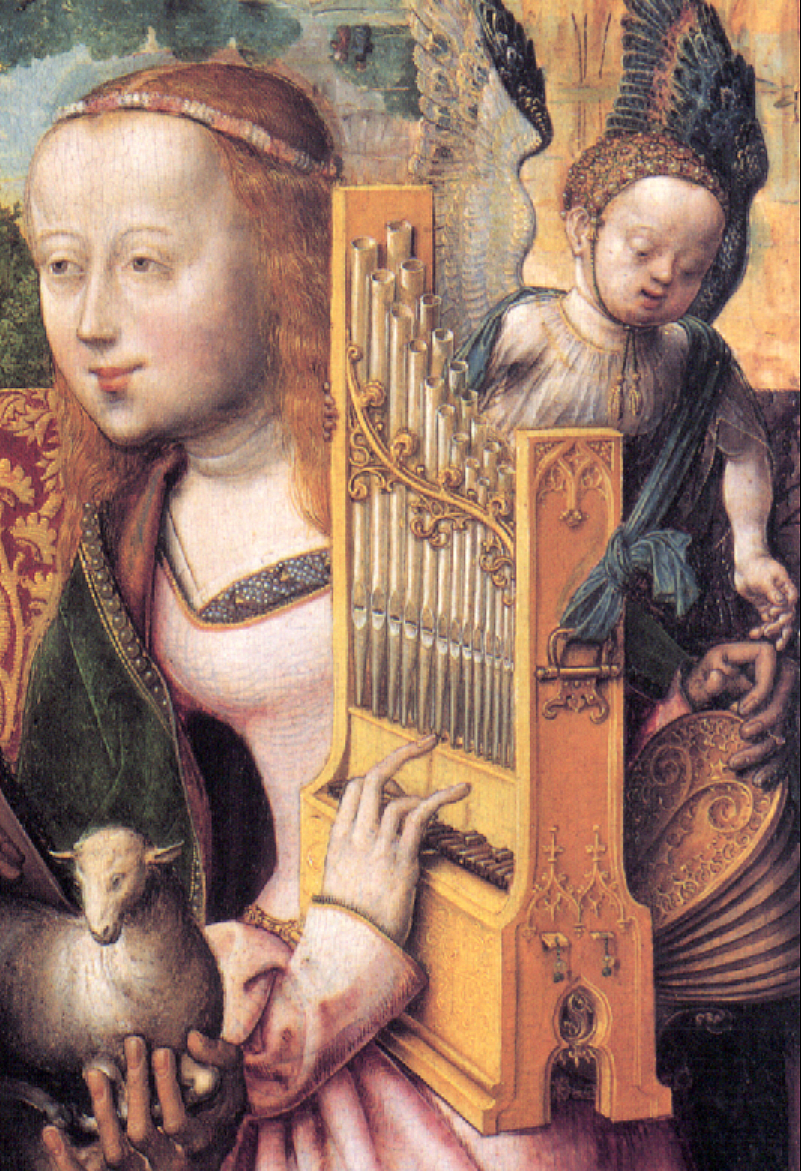
Портатив на алтаре. Мастер Бартоломей. Кёльн, 1490—1495 гг.

Портати́в, орга́н-портати́в (нем. Portativ, фр. orgue portatif; от лат. portare «носить», итал. organetto) — миниатюрный переносной орган, получивший распространение в Европе в XII—XV вв.
Термин впервые зафиксирован в Германии в 1434 г. Первые изображения портатива зафиксированы на барельфе церкви в Бошервилле близ Руана (XII в.), где изображён инструментальный ансамбль.
Портатив располагал одним мануалом с лабиальными флейтовыми трубами, без педали. Исполнитель носил портатив на ремне, перекинутом через плечо. Во время игры он клал инструмент на колено, играя на клавиатуре одной рукой и качая мехи другой. Малый размер клавиш (напоминающих кнопки на современной пишущей машинке) позволял играть на портативе виртуозную музыку, свободно импровизировать.
Обширна средневековая и ренессансная иконография портатива. В качестве исполнителей на портативе особенно часто изображаются ангелы (см., например, триптих Ханса Мемлинга «Бог Отец с поющими и музицирующими ангелами»). Сохранилась рукописная миниатюра с изображением композитора Франческо Ландини, музицирующего на портативе (XIV в.). На миниатюре, представляющей Гийома Дюфаи и Жиля Беншуа, портатив расположен у ног Дюфаи.